# サンシティ池田
サンシティ池田（サンシティいけだ、英: SUNCITY IKEDA）は、大阪府池田市呉服町一丁目1番にある複合型商業施設である。

## 概要
1987年（昭和62年）4月15日にオープンした。地上12階、地下1階のビルであり、鉄骨鉄筋コンクリート構造である。敷地面積は 8,009 平方メートルであり、建築面積は 6,331 平方メートルである。延床面積は 39,508 平方メートルである。高さは 38.95 メートルである。建物は階段状になっており、阪急宝塚線池田駅に近づくほど低層化する構造をもつ。中核テナントは阪急オアシス池田店。1階の北側入口付近には、「サンサン」という名のゴリラの像があり、その前にある広場は「サンサン広場」と呼ばれている。2018年（平成30年）、主に2階・3階で展開していたダイエー池田駅前店が当施設での営業を終了。
2019年（令和元年）にリニューアルオープンし、商業施設、イケディア (IKEDIA) が1階から3階にかけて展開され、ソフトバンクやマツモトキヨシ、日本旅行などの店舗が開業した他、池田市立図書館が移転開館した。
阪急宝塚線池田駅から徒歩1分。駐車台数は 76 である。営業時間は、一般飲食店の場合、午前8時から午後10時までである。中核店舗は、阪急オアシス池田店である。店舗面積は 20,042 平方メートルである。

## 由来
再開発事業は、「池田駅前南地区第1種市街地再開発事業」という名称で行われた地権者によって「池田駅前南地区市街地再開発組合」が設立され、都市計画に基づいて、再開発事業が進められた。1977年（昭和52年）6月に準備組合が設立され、1982年（昭和57年）3月に本組合が設立され、1987年（昭和62年）8月に組合は解散した。
池田駅の南側に位置する池田駅前南地区については、再開発が行われる前は、低層で木造の建築物が多数存在し、その大半が老朽化しており、宅地割も整形されておらず、道路の幅員も狭小で、そのような一帯に、店舗や住宅、銀行、事務所などが混在していた。駅前地区として効果的な土地利用を図り、道路などの公共施設の整備を行い、良好な住宅を供給し、商業施設を近代化し、防災に備えることの必要性が高まっていた。

ダイエーが入っていた頃のサンシティ池田

1972年（昭和47年）に池田市は、「池田駅周辺整備基本計画」において、「阪急宝塚線連続立体交差事業」および「池田駅南北2地区の市街地再開発事業」の位置付けを行った。連立連業が1977年（昭和52年）6月に都市計画決定され、同じ年の12月に事業認可された。また、駅前南地区でも同じ年に準備組合が設立され、事業化への流れが加速した。池田駅の北側では、池田市施行の再開発事業が計画され、着実に実施への取り組みが進んでおり、駅前南地区も事業を完遂しなければ、駅裏になってしまうという危機感が強まる中で、事業に臨んだ結果、1979年（昭和54年）11月に、北と南の両再開発事業の都市計画決定が下され、南地区の事業も本格的に取り組むこととなる。1985年（昭和60年）2月、再開発ビルの建設工事が開始される。1987年（昭和62年）3月、ビルの建設工事が完成し、同年4月15日、オープンする。
再開発が実施されたことによって、実施前の駅裏というイメージが払拭され、近代的な商業施設に生まれ変わった。とりわけ、池田駅と当該建築物との間にある市道阪急南線のおよそ110メートルの区間が、せせらぎを中心としたコミュニティ道路「池田せせらぎモール」として市によって整備されたため、広場と駅、ビルが一体化し、さらなる相乗効果を生んだ。住宅もおよそ2か月で完売し、キャンセル待ちもかなりの状況であった。
事業の特徴としては、阪急宝塚線連続立体交差事業と同時に施行することによって、当該建築物の2階と池田駅の駅舎の2階とを、8メートルの幅員をもつペデストリアンデッキで立体的につなぎ、駅の利用者の動線が確保されたことや、隣接する池田駅の駅舎と高架下のショッピングセンターとを有機的につなげるため、1階にプラザ、サンクンガーデンなどが設けられたこと、B街区は、従前の権利者で、A街区のビルになじまない教会や幼稚園、季節営業の飲食店、店舗付きの住宅などが区画街路を隔てて設けられたことなどが挙げられる。

## フロア構成
12 - 5階
- 住宅

4階
- 駐車場[17]

3階
- 日本旅行OMCトラベル 池田駅前店 - 旅行代理店。2019年5月1日開設[28][29]
- 池田市立図書館 - 2019年5月1日移転開設[30]
- カフェ・ド・クリエ イケディア池田 - カフェ。2019年5月1日開設[31][14]
- こいし・こども矯正歯科 - 2019年7月1日開設[32][33]
- よしもと耳鼻科咽喉科クリニック - 2019年6月3日開設[34][35]
- 川口レディースクリニック - 2019年6月開設[36][37]
- セリア 池田IKEDIA店 - 100円ショップ。2020年3月16日開設[38]

2階 - 魅惑のファッション街
- JINS 池田IKEDIA店 - メガネ・サングラス。2019年11月22日開設[13][40]
- サイゼリヤ 池田IKEDIA - イタリアンレストラン。2020年9月17日開設[41][42][43]
- 関西個別指導学院 池田教室 - 学習塾。2019年11月22日開設[44][45]
- ソフトバンク 池田IKEDIA - 携帯電話ショップ[46]
- 池田メープルカルチャーセンター - カルチャーセンター[47]
- LEAF - 雑貨。2019年11月22日開設[48][49]

1階 - ときめきと出会いの街 憩いとくつろぎの街
- マツモトキヨシ サンシティ池田店 - ドラッグストア。2019年5月24日開設[50][15]
- マルシェ - 婦人服[51]
- パレットプラザ - DPEショップ[52]
- 三井住友信託銀行 池田支店[53]
- ほりお皮フ科クリニック[54]
- Chateraise premium YATSUDOKI 池田 - 2020年9月25日開設[55]

地下1階 - 味覚の食品街・味覚ののれん街
- 阪急オアシス 池田店 - スーパーマーケット[56][57]
- とり周 サンシティ店 - 鶏肉専門店[58]

### かつて存在した施設
- GOKOKU - 1階に入居。2020年9月13日閉店[59][42]
- The ONOE FURNITURE 池田店 - 家具販売。3階に入居。2019年5月1日開設[60][61]